# آتلانتیک ایر اسیستنس

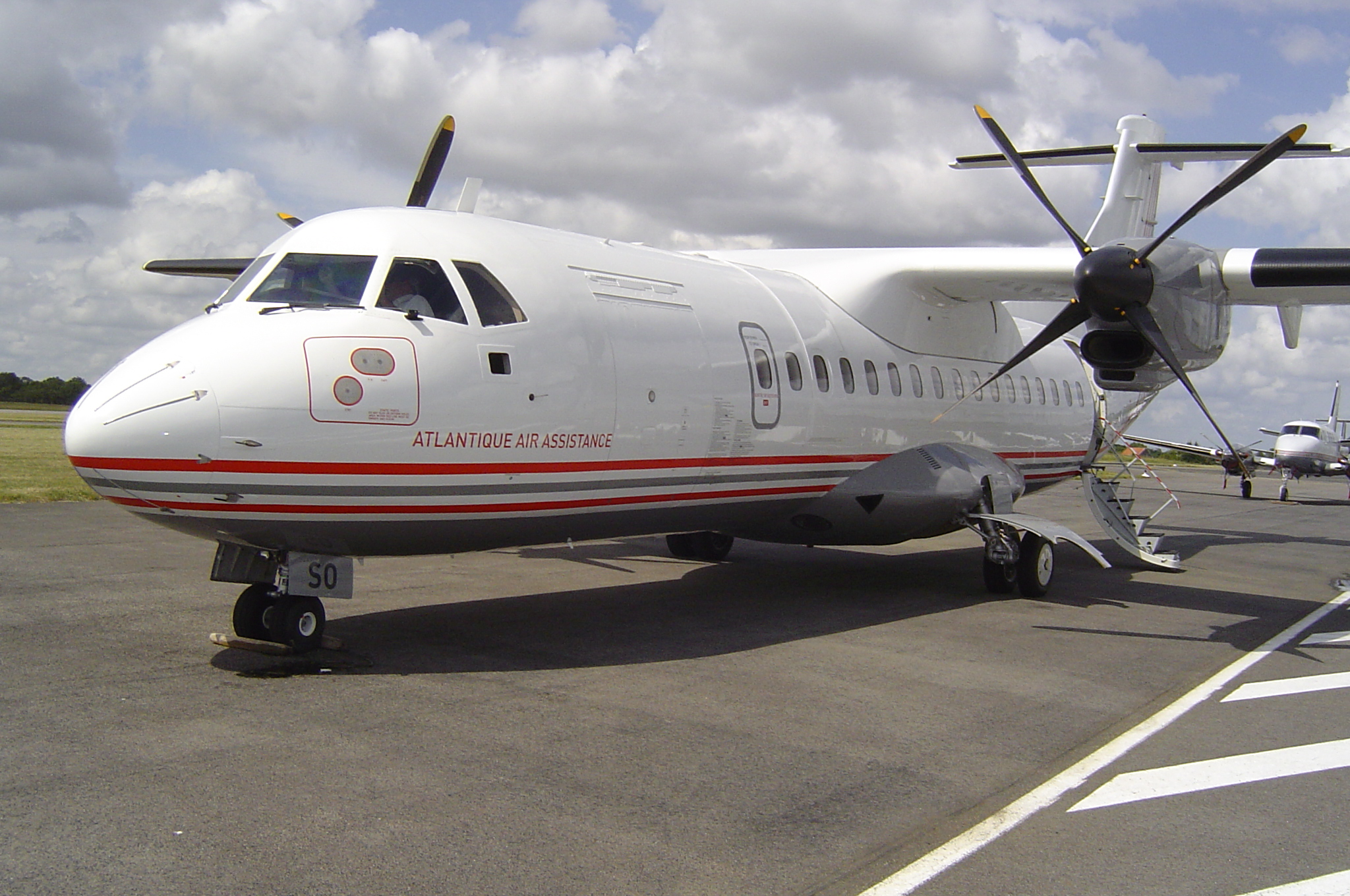
هواپیمای ساخته شده توسط شرکت آتلانتیک ایر اسیستنس

آتلانتیک ایر اسیستنس (به انگلیسی: Atlantique Air Assistance) یک شرکت هواپیمایی با کد یاتا L5 است که در تاریخ ۱۹۸۹ میلادی تأسیس شده است.
دفتر مرکزی آتلانتیک ایر اسیستنس در فرانسه واقع شده‌است و قطب این شرکت هواپیمایی در فرودگاه نانت آتلانتیک قرار دارد.